# 1964년 세계 박람회

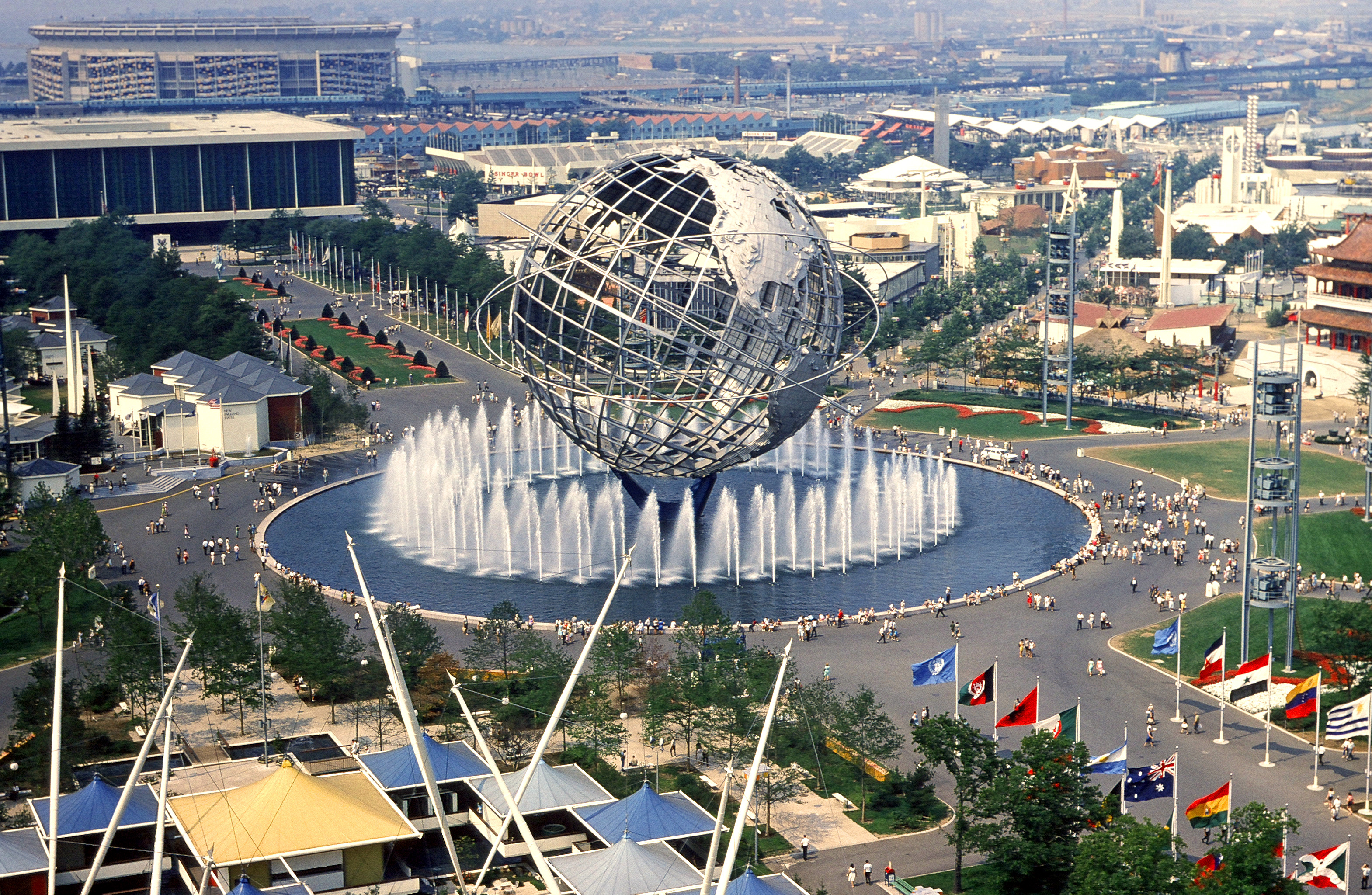

1964년 세계 박람회는 1964년 4월 22일부터 1965년 10월 17일까지 미국 뉴욕의 플러싱 메도스 코로나 파크에서 개최 된 세계 박람회이다.